# Remetea-Pogănici
Remetea-Pogănici – wieś w Rumunii, w okręgu Caraș-Severin, w gminie Fârliug. W 2011 roku liczyła 232 mieszkańców. 